# Lądowanie autorotacyjne

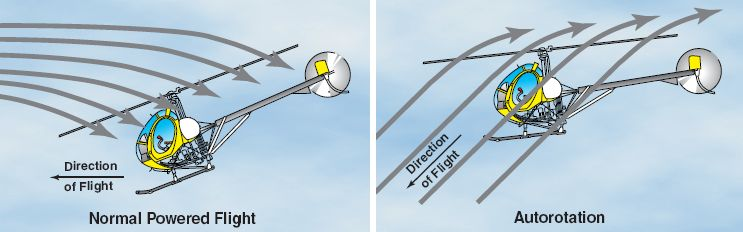
Przepływ powietrza przez wirnik śmigłowca podczas lotu normalnego i lotu z autorotacją

Lądowanie autorotacyjne – procedura bezpiecznego sprowadzenia na ziemię śmigłowca po całkowitej awarii zespołu napędowego, dzięki wykorzystaniu zjawiska autorotacji. Procedura składa się z kilku faz.

## Wprowadzenie
Bezpośrednio po utracie mocy silników, pilot:
- zmniejsza kąt ustawienia łopat wirnika głównego, zmniejszając skok ogólny sterowaniem ogólnym (czasem do minimum)
- koryguje pedałami pojawiające odchylenie od kierunku lotu w wyniku braku napędu
- drążkiem sterowym (sterowaniem okresowym) steruje tak, aby śmigłowiec uzyskał prędkość ekonomiczną

## Zniżanie
Podczas zniżania pilot: 
- szuka miejsca do lądowania awaryjnego
- utrzymuje obroty wirnika i prędkość zgodnie z przepisami (Instrukcja użytkowania w locie)

## Wytrzymanie
Podczas wytrzymania pilot: 
- drążkiem sterowym (sterowaniem okresowym) zmniejsza prędkość śmigłowca względem ziemi.
- czuwa nad wyprostowaniem sylwetki śmigłowca (podniesienie ogona) - aby nie zawadzić ogonem o ziemię

## Przyziemienie
Podczas przyziemienia pilot: 
- ściąga dźwignią sterowania ogólnego skok ogólny do maksimum.

W tym momencie następuje wykorzystanie energii kinetycznej zgromadzonej w wirniku głównym i prędkość opadania maleje.
- zatrzymuje śmigłowiec na ziemi przy użyciu hamulców podwozia.

## Warianty
Lądowanie autorotacyjne może być wykonane jako:
- lądowanie z pionowej autorotacji
- lądowanie z dobiegiem.

Łatwiejsze do wykonania jest lądowanie z dobiegiem. 

## Momenty krytyczne
- moment zaistnienia awarii (a zwłaszcza całkowita awaria napędu) - istnieje groźba utraty energii przez wirnik nośny i groźba utraty sterowania.
- moment wytrzymania - istnieje groźba zawadzenia belką ogonową lub śmigłem ogonowym o ziemię w razie niewyprostowania sylwetki śmigłowca.
- mała wysokość (lub niska prędkość) podczas wystąpienia awarii (duże zapotrzebowanie na moc) - istnieje groźba rozbicia śmigłowca znajdującego się poniżej bezpiecznej wysokości i prędkości lotu.

Obwiednia zasobów energii potencjalnej (wysokość) i kinetycznej (prędkość) jest określana jako tzw. wykres H-V. Dopiero poza tym obszarem lądowanie autorotacyjne śmigłowca może być bezpieczne. 
Tak więc wszelkiego rodzaju operacje w zawisie czy z małymi prędkościami nisko nad ziemią (np. prace dźwigowo-montażowe, ratownictwo górskie, lądowania przed szpitalami w mieście) są obarczone zwiększonym ryzykiem wypadku w razie awarii zespołu napędowego.